# Fontana Rosa

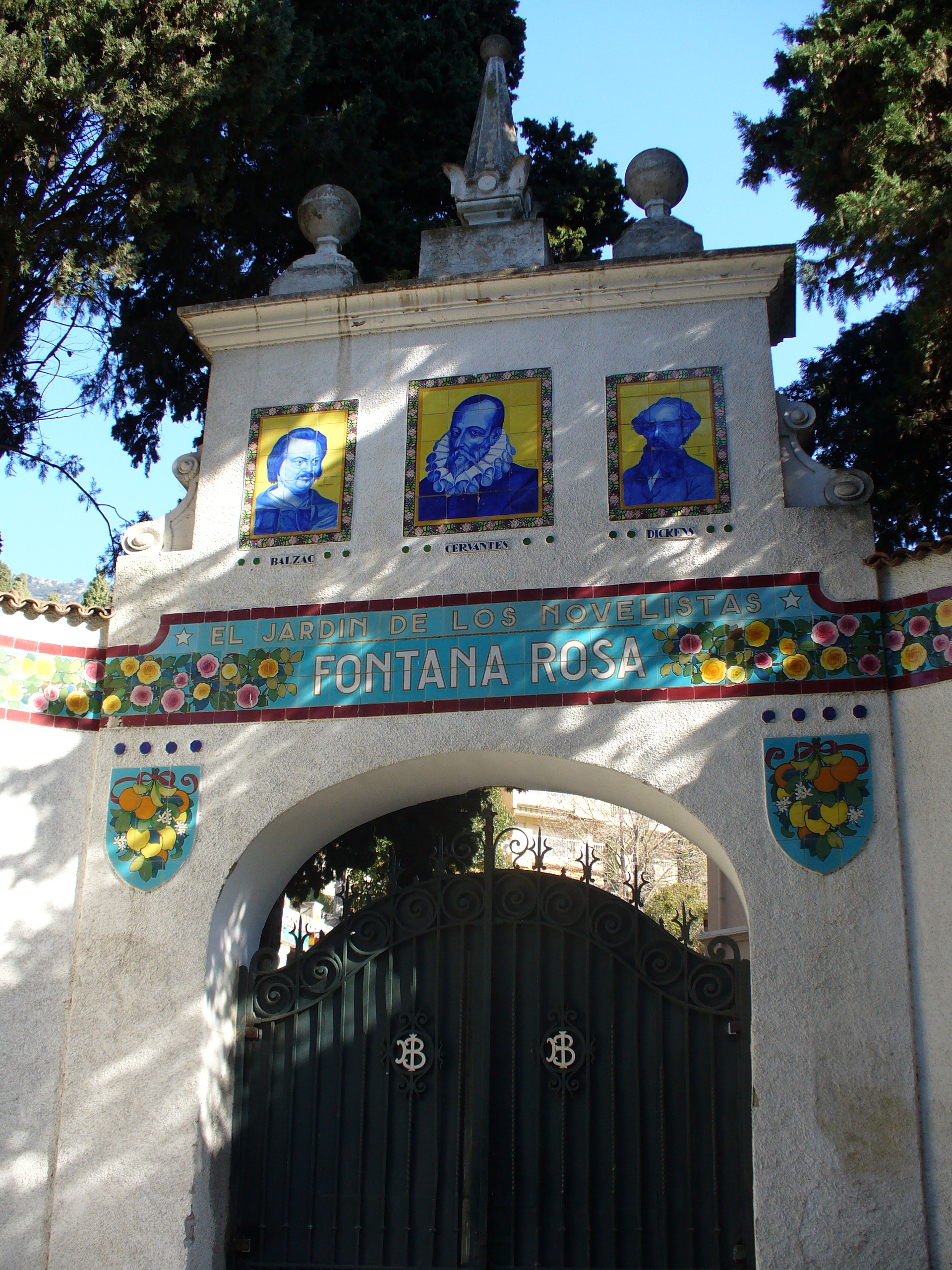
Entrada a la antigua residencia de la finca Fontana Rosa, hoy día entrada a los jardines.

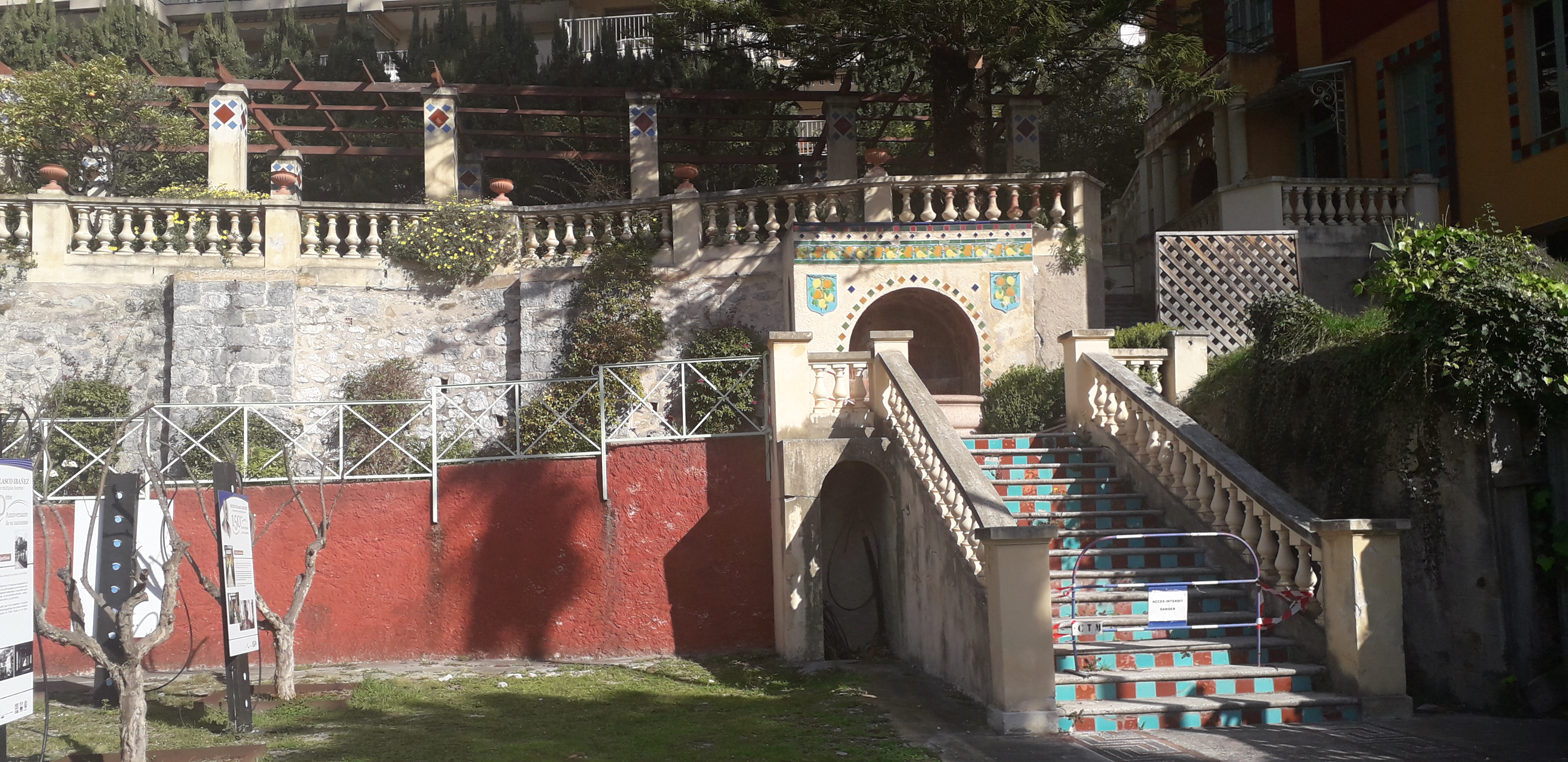

Fontana Rosa, jardín francés de estilo Belle Époque situado en Mentón, Alpes Marítimos.
Lo fue creando desde 1922 el escritor Vicente Blasco Ibáñez (1869-1928) y fue donde se instaló con su segunda esposa, Elena, y donde falleció. 
Este jardín de cerámicas tanto de españolas como mentonesas está situado en la avenue Blasco-Ibanez, cerca de la estación de tren Garavan. El jardín fue declarado monumento histórico en 1990. 
También llamado "Le Jardin des Romanciers" (El Jardín de los Novelistas), fue frecuentado por personajes como Jean Cocteau. 
Es un jardín de inspiración andaluza y arabo-persa que cuenta con especies tales como Ficus macrophylla,  Araucaria heterophylla, palmeras, bananos o rosales olorosos y es un homenaje a los escritores favoritos de Blasco Ibáñez: Cervantes, Dickens, Shakespeare y Honoré de Balzac, cuyos bustos aparecen en la puerta de la propiedad y a quienes se dedican varias fuentes y rotondas. 
Sus edificios principales son una casita sobreelevada con cerámicas policromadas, en donde se encuentra la biblioteca y una sala de proyección cinematográfica personal, y otra casa principal (Villa Emilia) en la parte baja que data del siglo XIX. El conjunto arquitectónico se compone además de un acuario, una columnata y bancos curvados, una pérgola de hormigón, pilares, floreros, bancos revestidos de cerámica dispuestos en torno a la casa principal y una gran pérgola redonda de acero recubriendo una gran escalera en el centro de la propiedad. 
A la muerte de Blasco Ibáñez, sus hijos heredaron la propiedad quedando el usufructo para su viuda. En 1939, la propiedad fue saqueada durante la guerra y más tarde abandonada durante más de treinta años y cedida en 1970 por el hijo de Blasco Ibáñez al pueblo de Mentón. Desde 1985, se empezó a restaurar el sitio y desde 1993 las cerámicas.
Sólo se puede visitar mediante cita con el servicio de patrimonio local.

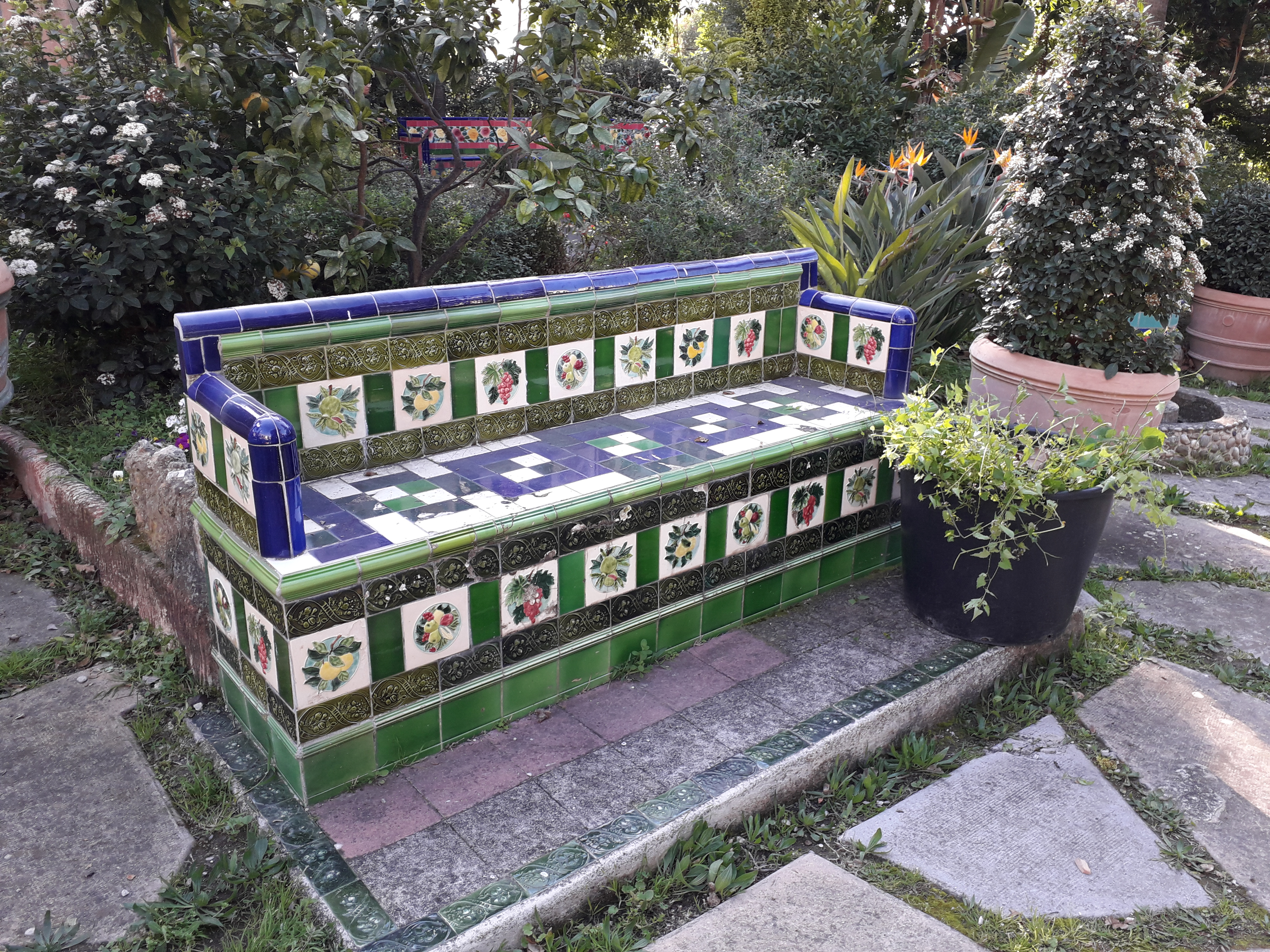
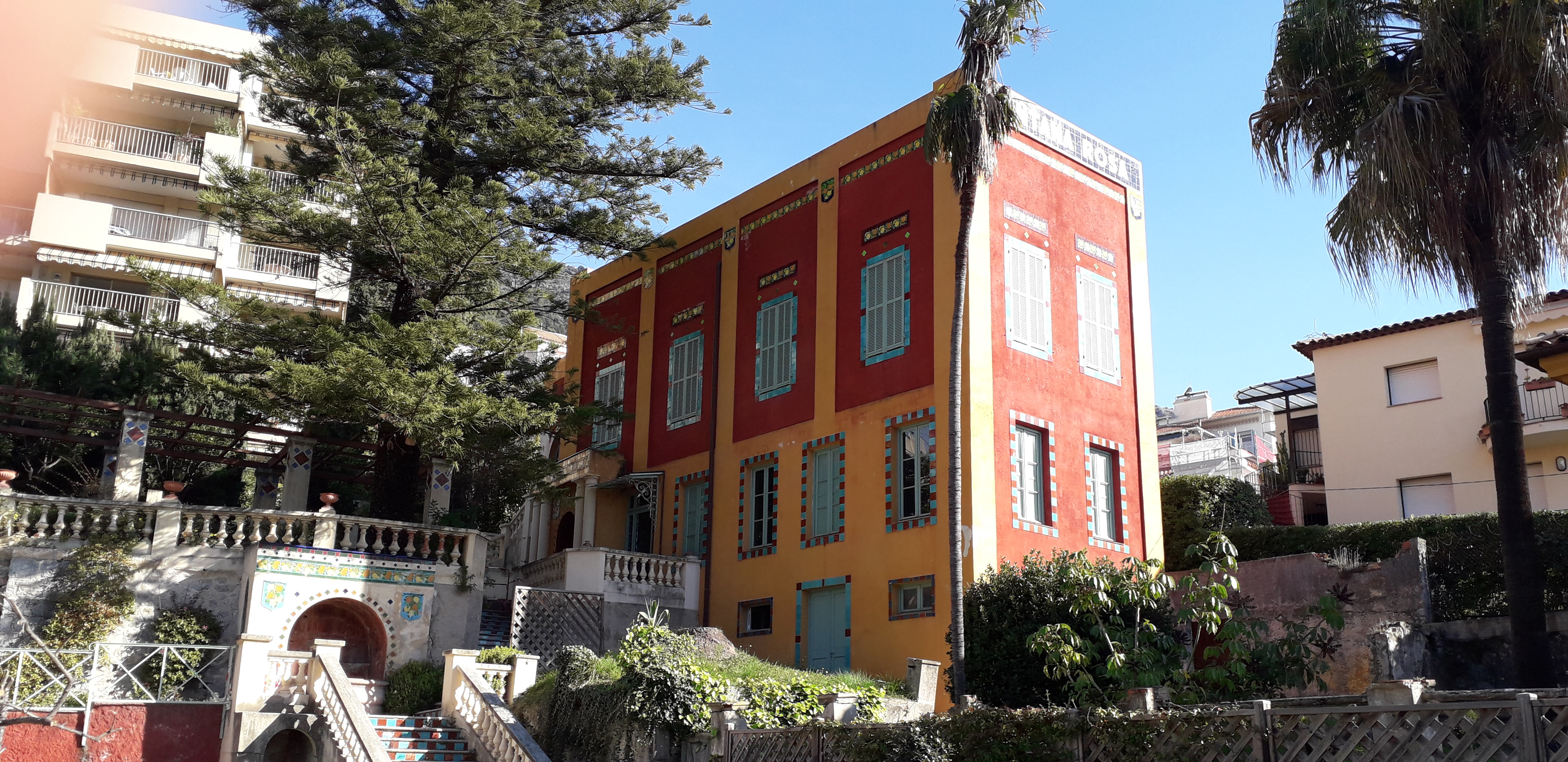
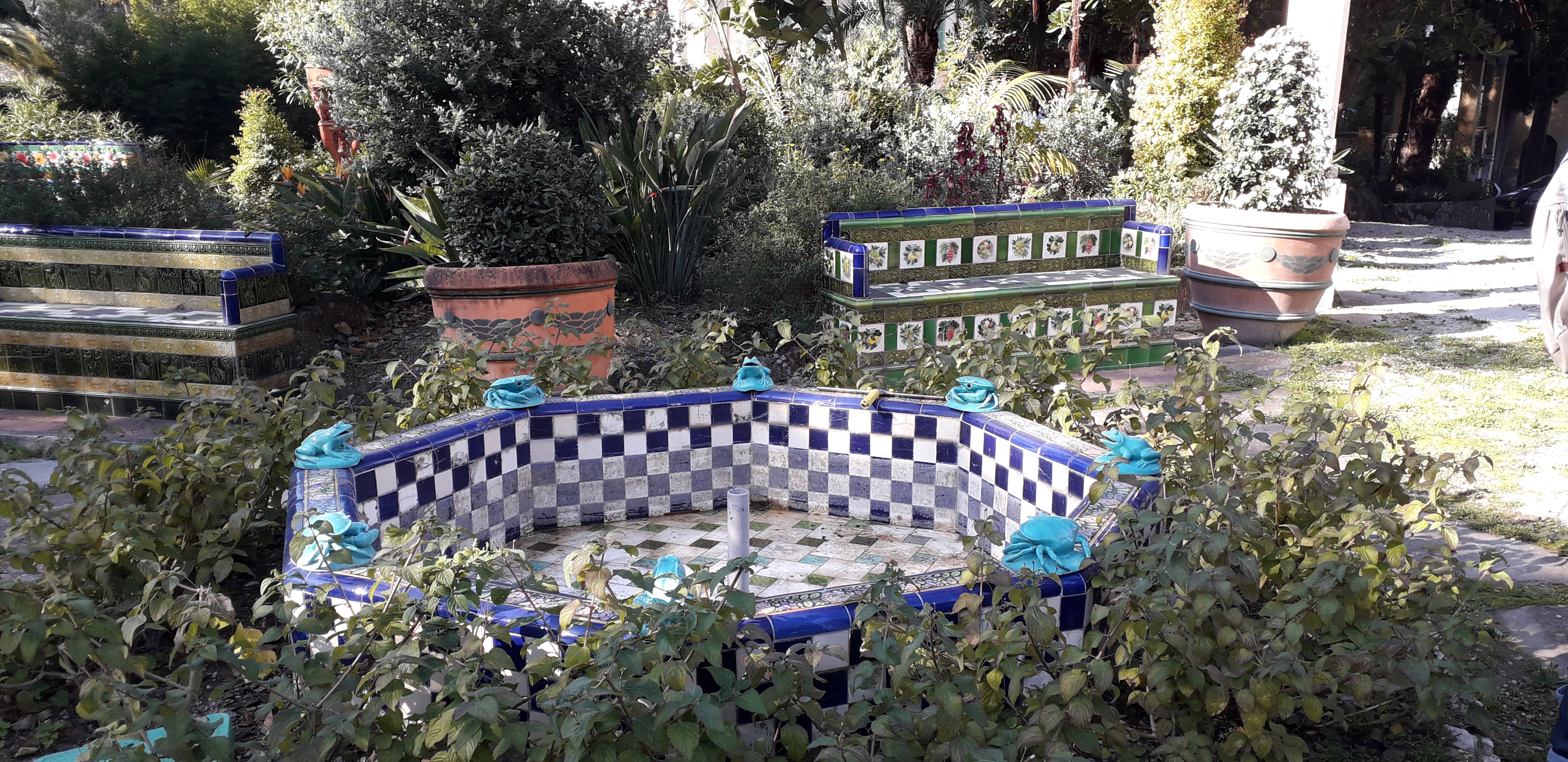

## Referencias y enlaces externos

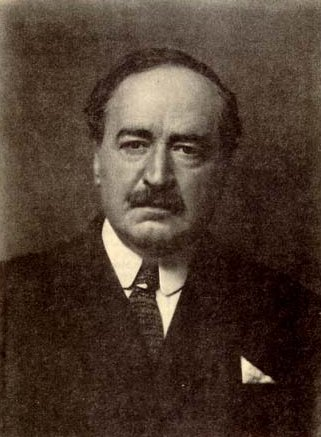
Vicente Blasco Ibáñez.